# Euonymus atropurpureus
Euonymus atropurpureus és una espècie de planta del gènere Euonymus. És planta nativa principalment del mitjà oest (Midwest) dels Estats Units però arriba fins Ontario, Florida i Texas. A Espanya figura dins la llista de plantes de venda regulada.
És un arbust caducifoli de fins a 8 m d'alt. El fruit és una càpsula de fins a 17 mm de diàmetre. les llavors contenen un aril. El fruit és verinós per als humans però se'l mengen molts ocells i dispersen la planta.
Es fa servir com medicina als Estats Units i al Canadà. L'escorça havia estat usada com a purgant.